# Heino Ferch

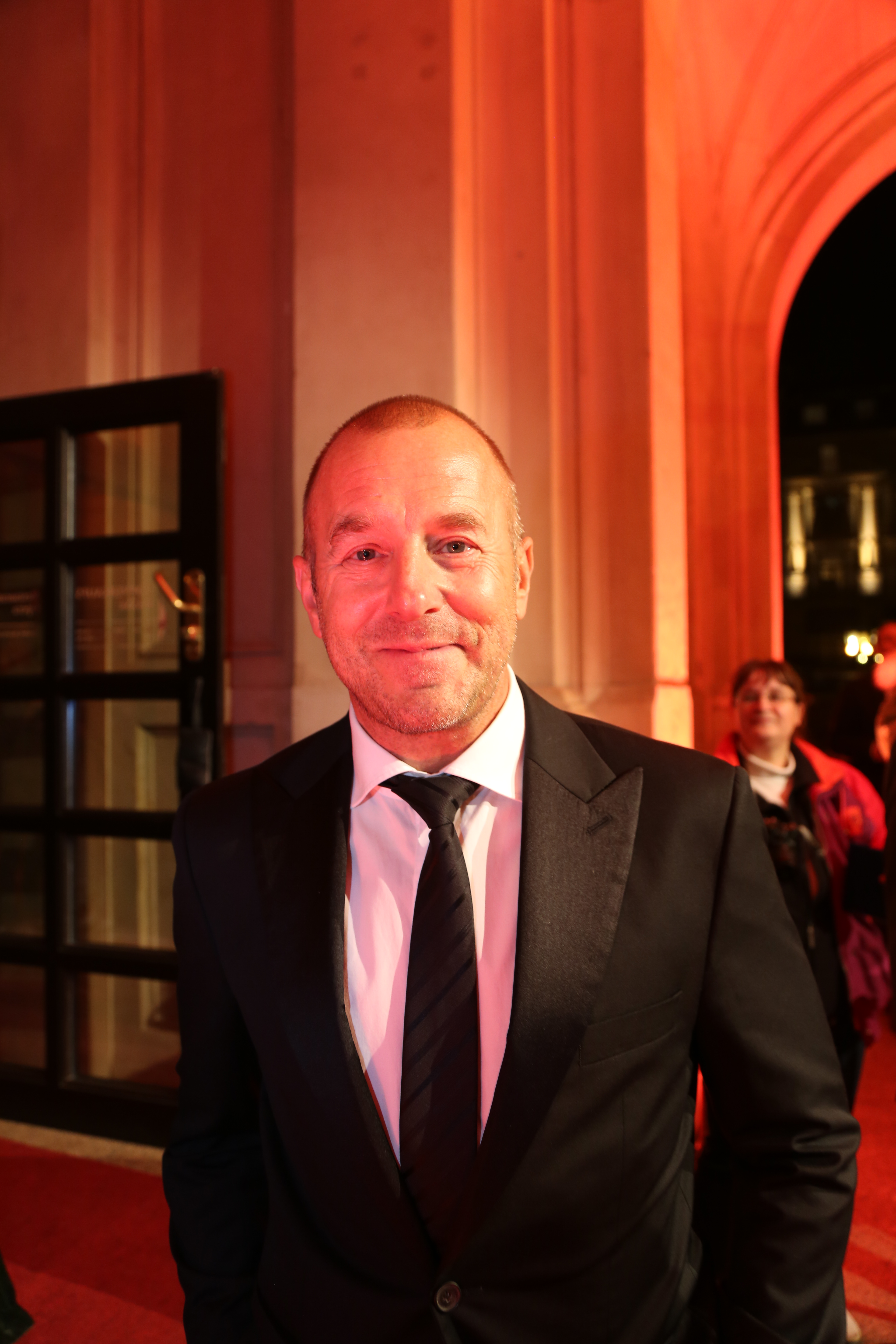
Heino Ferch 2016.

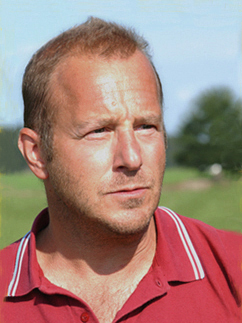
Heino Ferch 2007.

Heino Ferch, född 18 augusti 1963 i Bremerhaven i dåvarande Västtyskland, är en tysk skådespelare.
Ferch har medverkat i flera av de mest uppmärksammade tyska filmerna under senare år, till exempel Spring Lola (1998), Tunneln (2001), Undergången (2004) och miniserien Napoleon (2002).